# Thracia stimpsoni
Thracia stimpsoni är en musselart som beskrevs av Dall 1886. Thracia stimpsoni ingår i släktet Thracia och familjen Thraciidae. Inga underarter finns listade i Catalogue of Life.